# Toshiki Mori
Toshiki Mori (jap. 森 俊貴, Mori Toshiki; * 29. August 1997 in Motegi, Präfektur Tochigi) ist ein japanischer Fußballspieler.

## Karriere
Toshiki Mori erlernte das Fußballspielen in der Schulmannschaft des Tochigi SC sowie in der Universitätsmannschaft der Hōsei-Universität. Seinen ersten Vertrag unterschrieb er 2020 bei seinem Jugendverein Tochigi SC. Der Verein aus Utsunomiya spielte in der zweiten japanischen Liga, der J2 League. Sein Zweitligadebüt gab er am 27. Juni 2020 im Auswärtsspiel gegen Montedio Yamagata. Hier wurde er in der 62. Minute für Jun’ya Ōsaki eingewechselt. Am Ende der Saison 2024 belegte er mit Tochigi den 18. Tabellenplatz und musste somit in die dritte Liga absteigen.